# Betesa

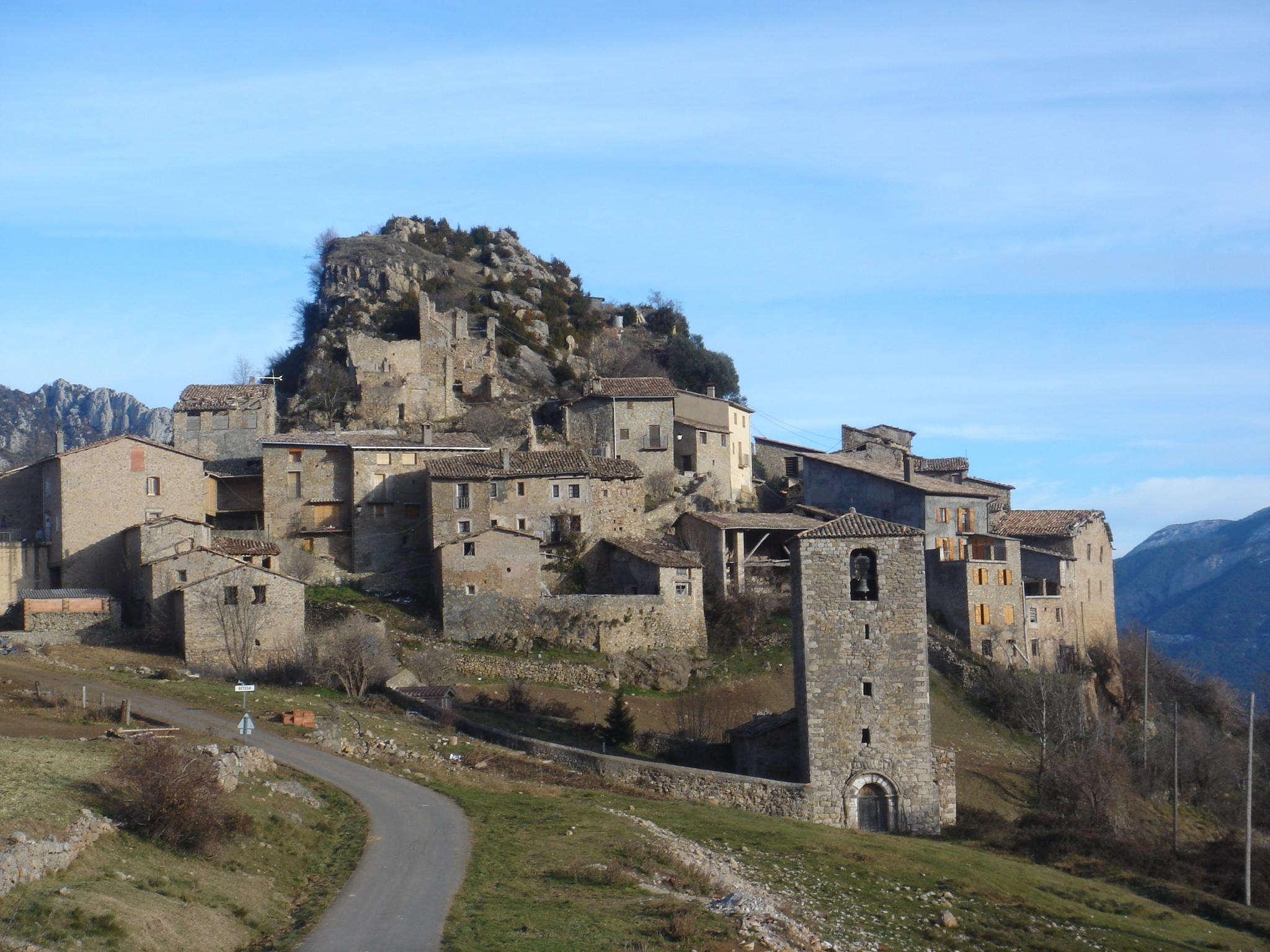
Betesa.

Betesa es una localidad española perteneciente al municipio de Arén, en la Ribagorza, provincia de Huesca, Aragón. Se encuentra dentro de la Franja. Está situada a unos 1286 m sobre el nivel del mar.

## Toponimia
Algunos filólogos consideran como origen del término de Betesa, el de Bellasia o Castro Bellasia y este a su vez del antropónimo latino Abellasius, teoría rechazada por el lingüista Bienvenido Mascaray, quien teoriza que el nombre significa “debajo de muchas quebradas o fracturas" ya que el prefijo y a veces sufijo "be-" significa debajo de, que se une con el sustantivo "eten" que significa quebradas o fracturas, fusionandose a través de una elipsis de vocales iguales y que se completa por el sufijo "-za", que significa muchos o varios.

## Historia
La primera vez que aparece mencionado documentalmente es en el 19081 en el cartulario del Monasterio de Alaón, "in castro Bertesa" y "“in vallis Becese". Hasta 1966 tuvo ayuntamiento propio. Después se integró en Arén.
Cuando era municipio incluía los núcleos de Los Molinos, Obís y Santa Eulalia.

## Demografía
| Gráfica de evolución demográfica de Betesa entre 1842 y 1960 |
| |
| Población de derecho según los censos de población del INE Población de hecho según los censos de población del INEEntre el censo de 1970 y el anterior, este municipio desaparece porque se integra en el municipio Arén |

## Urbanismo
La estructura del pueblo es típicamente medieval, a lo largo de una calle bajo un promontorio rocoso sobre el que todavía quedan restos del castillo. A las afueras se encuentran los caseríos de Casa Pallàs y Casa Francino.

## Patrimonio
Su iglesia de San Juan Evangelista está muy modificada. Se encuentran dos ermitas por la montaña, la ermita de Rigatell, obra románica del siglo XII y la ermita de Santa Eulalia (llamada localmente Santa Olaria). El frontal de la ermita de Rigatell se encuentra actualmente en el Museo Nacional de Arte de Cataluña.
- Ermita de Rigatell[5]
- Ermita de Santa Eulalia
- Cueva de Espluga Fonda

## Cultura
La población es tradicionalmente catalanoparlante, en su variedad de catalán ribagorzano. El baile más popular es la jota.

## Fiestas
- 15 de agosto, romería a la ermita de Rigatell.
- Primer viernes de agosto, comida de hermandad y baile en la plaza.